# Старая Ивановка (Башкортостан)
Старая Ивановка (баш. Иҫке Ивановка) — деревня в Тукаевском сельсовете Аургазинского района Республики Башкортостана России.

## История
До 10 сентября 2007 года называлась деревней Ивановкой.
Переименование прошло согласно Постановлению Правительства РФ от 10 сентября 2007 г. N 572 «О присвоении наименований географическим объектам и переименовании географических объектов в Республике Адыгея, Республике Башкортостан, Ленинградской, Смоленской и Челябинской областях», вкупе с 6 населёнными пунктами района:

 переименовать в Республике Башкортостан:

…в Аургазинском районе — деревню станции Дарьино в деревню Дарьино, деревню Старотурумбетово в деревню Дюртюли, деревню
железнодорожный барак 84 км в деревню Малая Ивановка, деревню Ивановка, расположенную на территории Тукаевского сельсовета, в деревню Старая Ивановка, деревню станции Нагадак в деревню Нагадак 

## Географическое положение
Расстояние до:
- районного центра (Толбазы): 28 км,
- центра сельсовета (Тукаево): 3 км,
- ближайшей железнодорожной станции (Белое Озеро): 52 км.

## Население
| 2002 | 2009 | 2010 |
| ---- | ---- | ---- |
| 12   | ↘7   | ↗18  |